# Edouard Mercier

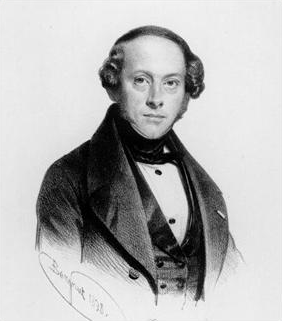
Edouard Mercier

Edouard Joseph Mercier (Eigenbrakel, 1 april 1799 -  Brussel, 18 januari 1870) was een Belgisch liberaal politicus en  minister. Mercier was een oom van de latere kardinaal Mercier.

## Levensloop
Mercier was een zoon van de controleur van het kadaster Hubert Mercier en van Marie-Josèphe François. Hij trouwde met Jeanne Mastraeten en, na haar dood, met Julie Borel.
Mercier werd ambtenaar en was achtereenvolgens:
- bediende bij de Dienst Douane (1819);
- controleur van de accijnzen (1827);
- inspecteur van belastingen (1830);
- hoofdinspecteur van belastingen in de provincie Brabant (1831);
- hoofdinspecteur bij de Centrale administratie (1833-1839);
- directeur van de Centrale administratie van de rechtstreekse belastingen, kadaster, douane en accijnzen (1839-1840).

Hij was ondertussen aan een politieke loopbaan begonnen. In 1837 werd hij liberaal (en vanaf 1843 katholiek) volksvertegenwoordiger voor het arrondissement Nijvel en vervulde dit mandaat tot in 1857. In 1859 werd hij opnieuw volksvertegenwoordiger, tot in 1863.
Driemaal werd hij minister van Financies:
- van april 1840 tot april 1841 in de unionistisch-liberale regering-Lebeau;
- van april 1843 tot juli 1845 in de unionistische liberaal-katholieke regering-Nothomb;
- van maart 1855 tot november 1857 in de unionistisch katholiek-liberale regering-De Decker.

Tussen beide laatste ministeriële functies was hij gouverneur van de provincie Henegouwen en oefende dit mandaat uit van augustus 1845 tot augustus 1847.
In 1845 werd Edouard Mercier eveneens benoemd tot minister van Staat.
Onvermijdelijk werd hij als voormalig hoofdambtenaar van financies en als oud-minister van Financies uitgenodigd om zitting te nemen in heel wat beheerraden. Dit was het geval bij:
- banken en financiële instellingen:
  - medestichter Langrand-Dumonceau et Cie;
  - stichter en voorzitter van de Banque hypothécaire de Belgique;
  - Banque hypothécaire néerlandaise;
  - medestichter van de Banque du Crédit Foncier et Industriel;
  - Algemene Maatschappij voor Handel en Nijverheid;
  - medestichter van de Société de Crédit Foncier International;
  - Banque internationale de Crédit agricole;
  - Société générale pour favoriser le crédit foncier.
- verzekeringsmaatschappijen:
  - medestichter en voorzitter van La Royale Belge;
  - Les rentiers Réunis;
  - L'Ancre, levensverzekeringen (Wenen);
  - Association Générale d'Assurances;
  - Vindobona, hypothecaire verzekeringen (Wenen).
- industriële vennootschappen:
  - Société d'Asphalte de Lobsann;
  - Hauts Fourneaux et Laminoirs de Montignies-sur-Sambre;
  - Charbonnage de Courcelles Nord;
  - Charbonnage de Ciply;
  - Société de Construction de Tubize;
  - société d'exploitation de chemins de fer;
  - voorzitter Société de l'Union des Papéteries.

## Externe literatuur
- Edouard Mercier in de ODIS